# لومپارلند
لومپارلند (به لاتین: Lumparland) یک منطقهٔ مسکونی در فنلاند است که در حومه شهر در جزایر الند واقع شده و ۳۸۱ نفر جمعیت دارد.